# Consistório Ordinário Público de 1825

## Cardeais Eleitores
| Nº                  | País               | Nome                                       | Idade              | Cargo                                            | Título ou Diaconia                                         |
| Cardeais eleitores  | Cardeais eleitores | Cardeais eleitores                         | Cardeais eleitores | Cardeais eleitores                               | Cardeais eleitores                                         |
| ------------------- | ------------------ | ------------------------------------------ | ------------------ | ------------------------------------------------ | ---------------------------------------------------------- |
| 1                   | França             | Gustav Maximilian von Croÿ                 | 51                 | Arcebispo de Ruão                                | Cardeal-presbítero de Santa Sabina                         |
| Revelado In Pectore |                    |                                            |                    |                                                  |                                                            |
| 4                   | Itália             | Bartolomeo Alberto Cappellari , O.S.B.Cam. | 59                 | Vigário geral da Ordem de São Bento Camaldulense | Revelado no Primeiro Consistório Ordinário Público de 1826 |

## Ligações Externas
- «Catholic Hierarchy» (em inglês)